# Alqualondë
Alqualondë neboli Labutí přístav je město ve fiktivní Středozemi od britského spisovatele J.R.R. Tolkiena. 
Město se nachází na pobřeží Amanu  kontinentu přístupném pouze Elfům a přesněji v zátoce Eldamar. Město bylo postaveno na skále a mnohé z domů byly ozdobeny perlami. Hlavní význam ve městě měl přístav, který byl osvětlen lampami a byly v nich zakotveny lodě, které měly tvar labutí se zlatými zobáky.
Ve městě sídlil Olwë, pán Teleri, spolu se svým lidem. Toto město je připomínáno zejména se Zabíjením rodných při vzpouře Noldor vedené Fëanorem.